# Chi Tiết cước
Chi Tiết cước (danh pháp khoa học: Cladopus) là một chi thực vật có hoa trong họ Podostemaceae.

## Các loài
Chi Cladopus gồm các loài:
- Cladopus austrosinensis Mak.Kato & Y.Kita
- Cladopus doianus (Koidz.) Kôriba
- Cladopus fallax C.Cusset
- Cladopus fukienensis (H.C.Chao) H.C.Chao
- Cladopus hookeriana (Tul.) C.Cusset
- Cladopus javanicus M.Kato & Hambali
- Cladopus nymanii H.Möller
- Cladopus pierrei (Lecomte) C.Cusset
- Cladopus queenslandicus (Domin) C.D.K.Cook & Rutish.
- Cladopus taiensis C.Cusset